# Лінія смерті (фільм, 1991, СРСР)
Про однойменний британський фільм жахів 1973 року див. Лінія смерті
«Лінія смерті» — радянський художній фільм-кримінальна драма 1991 року за романом Віктора Черняка.

## Сюжет
Сергій Нікольський працює майстром-склодувом на заводі і підробляє найманим вбивцею для тіньового мафіозі Луковецького на прізвисько Убі. Черговим замовленням стає Микола Єгорович Стяжко, в недавньому минулому високопоставлений партійний працівник, а тепер бізнесмен. Встановивши стеження за Стяжком, Нікольський дізнається, що той використовує як дівчат за викликом трьох солідних жінок Зою, Олену і Нонну, яких колись давно «відмазав» від серйозних проблем. Нікольський вирішує скористатися ситуацією і пропонує дамам свої послуги для ліквідації Стяжка. Після деяких коливань всі троє погоджуються.
Паралельно у Сергія Нікольського розвивається роман з дівчиною Елею, яка випадково розбила одну з його робіт на виставці. Сергій розповідає Елі, що родом з Пітера («навіть свою вівчарку назвав Пітером») і що маленькою дитиною пережив блокаду і з тих пір зненавидів комуністів і радянську владу, тому що бачив, як під час голоду партійним працівникам привозили ананаси в різнокольорових банках. Одного разу Еля влаштовує вечерю і подає на стіл лангустів, кажучи, що в Москві є лише одне місце, де їх зараз можна купити.
Тим часом старий друг генерал Рашид Киримов попереджає Стяжка про те, що йому може загрожувати небезпека, оскільки на партійній роботі Стяжко був довіреною особою якоїсь великої людини, яка тепер опинилася в опалі. Стяжко проговорюється Киримову, що має серйозний компромат на своїх недоброзичливців.
Отримавши від Зої інформацію про бенкет, який Стяжко організовує з нагоди свого ювілею, Нікольський запрошує Елю в той же ресторан і готується виконати замовлення. У холі ресторану на Стяжка нападають двоє невідомих, але втручання двох співробітників КДБ і Рашида допомагає уникнути скандалу. Перейнявшись ще більшою довірою, Стяжко віддає Киримову компрометуючі матеріали.
Нікольський їде за Стяжком на його заміську дачу, проникає в будинок і залишає в спальні заморожений отруйний газ. Наступного дня Нікольський, отримавши належний гонорар, повідомляє Убі, що більше не хоче продовжувати. Убі не заперечує і прощається з Нікольським. У цей момент на стіл подають лангустів, і Сергій розуміє, що Еля була спеціально підставлена, щоб стежити за ним, і що Луковецькому добре відомо про його угоду з Зоєю, Нонною і Оленою.
Сергій мчить до себе додому, де застає Елю, що збирає речі. Він вибігає на подвір'я, де його б'є ножем підісланий Луковецьким вбивця.
На могилі Стяжка Рашид Киримов віддає компрометуючі документи Луковецькому. На могилі Нікольського стоять Еля і вівчарка Пітер.

## У ролях
- Всеволод Шиловський —  талановитий склодув-кілер, Нікольський Сергій Сергійович
- Вероніка Ізотова —  підставна коханка Нікольського, підручна Луковецького, Еля
- Аристарх Ліванов —  сутенер-корупціонер, Стяжко Микола Єгорович
- Тетяна Догілєва —  повія за викликами, коханка генерала Киримова, Зоя Анатоліївна
- Інокентій Смоктуновський —  тіньової мафіозі, Луковецький
- Лариса Удовиченко —  елітна повія за викликом, Нонна
- Світлана Тома —  елітна повія, Олена Михайлівна Сєрова
- Ульмас Аліходжаєв —  генерал Рашид Киримов
- Ервін Кнаусмюллер —  клієнт борделя
- Зоя Зелінська —  домробітниця Стяжка
- Володимир Уан-Зо-Лі —  партнер Луковецького в ресторані
- Микола Лещук —  міліціонер
- Федір Смирнов —  охоронець Луковецького
- Інга Будкевич —  доглядачка виставки

## Знімальна група
- Автор сценарію: Лев Пискунов,  Віктор Черняк
- Режисер:  Всеволод Шиловський
- Оператор:  Вадим Алісов
- Продюсер:  Володимир Коваленко
- Композитор:  Георгій Мовсесян